# Гарапівка
Гара́півка (колишні назви — Гаранки, Арапівка) — село в Україні, в Андрушівській міській територіальній громаді Бердичівського району Житомирської області. Населення становить 302 особи (2001). У 1925—54 роках — адміністративний центр колишньої однойменної сільської ради.

## Населення
За довідником 1885 року в селі мешкало 454 особи, налічувалося 54 дворових господарства.
Відповідно до результатів перепису населення Російської імперії 1897 року, загальна кількість мешканців становила 792 особи, з них: православних — 764, чоловіків — 404, жінок — 388.
Наприкінці 19 століття в селі налічувалося 780 мешканців, дворів — 119, у 1906 році — 806 мешканців, дворів — 127, у 1923 році — 1 048 мешканців, дворів — 248.
Відповідно до перепису населення СРСР 17 грудня 1926 року, чисельність населення становила 1 053 особи, з них 502 чоловіки та 551 жінка; за національністю: українців — 1 049, росіян — 2, поляків — 2. Кількість господарств — 253, з них несільського типу — 8.
Відповідно до результатів перепису населення СРСР, кількість населення станом на 12 січня 1989 року становила 348 осіб. Станом на 5 грудня 2001 року, відповідно до перепису населення України, кількість мешканців села становила 302 особи

### Мова
Розподіл населення за рідною мовою за даними перепису 2001 року:
| Мова       | Кількість | Відсоток |
| ---------- | --------- | -------- |
| українська | 301       | 99.67%   |
| російська  | 1         | 0.33%    |
| Усього     | 302       | 100%     |

## Історія
Час заснування — невідомий. Згадується як Гарапівка в акті від 20—25 січня 1683 року, в списку знелюднілих сіл, що належали до містечок Паволочі та Котельні. У 1745 році належало Любомирським, у 1803 році — Заліським. Згадується у люстрації Київського воєводства 1754 року, належало овруцькому стольникові Феліціанові Бежинському, який сплачував подимне з 46 дворів.
За довідником 1885 року — колишнє поміщицьке село Андрушівської волості Житомирського повіту Волинської губернії, на річці Гуйва. Були заїзд, лавка, водяний млин.
Наприкінці 19 століття — Арапівка, село Андрушівської волості Житомирського повіту Волинської губернії. Лежало на річці Гуйва, за 50 верст від Житомира, за 30 верст від найближчої поштової станції в Реї, за 7 верст від найближчої залізничної станції Бровки. Великий землевласник — Микола Терещенко. Парафія входила до 2-го благочинного округу Житомирського повіту. Дерев'яну церкву збудовано 1774 року за кошти парафіян, стан поганий. З 1885 року діяла церковно-парафіяльна школа. Землі при церкві близько 60 десятин посередньої якості. Крім того було право, видане 1 травня 1845 року князем Йосипом Любомирським, на 48 десятин землі та сіножатей на 30 косарів. Частину земель відібрано Залевським, про що у 1803 році розпочато справу. До парафії приписана церква в с. Павелки, за 1 версту. Дворів 80, вірян 614 обох статей.
У 1906 році — Арапівка, село Андрушівської волості (5-го стану) Житомирського повіту Волинської губернії. Відстань до губернського центру, м. Житомир, становила 50 верст, до волосного центру містечка Андрушівка — 10 верст. Найближче поштово-телеграфне відділення розміщувалося у Червоному.
У 1923 році — Гаранки, включене до складу новоствореної Павелківської сільської ради, яка 7 березня 1923 року увійшла до складу новоутвореного Андрушівського району Житомирської округи. Розміщувалося за 7 верст від районного центру містечка Андрушівка та за 1,5 версти від центру сільської ради с. Павелки. У червні 1925 року Андрушівський район передано до складу Бердичівської округи. 17 грудня 1925 року, відповідно до рішення Бердичівської ГАТК (протокол № 3), в селі створено окрему Гарапівську сільську раду Андрушівського району. Відстань до районного центру с. Андрушівка становила 7 верст, до окружного центру в Бердичеві — 40 верст, до найближчої залізничної станції Бровки — 7 верст.
11 серпня 1954 року, внаслідок об'єднання сільських рад, село підпорядковане Павелківській сільській раді Андрушівського району Житомирської області. 30 грудня 1962 року, в складі сільської ради, передане до Попільнянського району, 4 січня 1965 року повернуте до складу відновленого Андрушівського району.
12 червня 2020 року, відповідно до розпорядження Кабінету Міністрів України № 711-р «Про визначення адміністративних центрів та затвердження територій територіальних громад Житомирської області», територію та населені пункти Павелківської сільської ради включено до складу Андрушівської міської територіальної громади Бердичівського району Житомирської області.